# Chasmanthe
Chasmanthe é um género botânico pertencente à família Iridaceae.